# بتی دادسون
بِتی دادسون، متولد ۲۴ اوت ۱۹۲۹، یک آموزگار جنسی اهل آمریکا است. وی که هنر را به صورت خودآموز فرا گرفته، نمایشگاهی از هنر تحریک‌کننده در نیویورک برپا کرده‌است. وی همچنین جنبش فمینیسم طرفدار آزادی جنسی که با فمینیسم جاری متفاوت است را به راه انداخته است. وی معتقد است فمینیسم حال حاضر بسیار ضد مرد و سیاسی شده‌است. وی در کتاب‌هایش زنان را به جلق زدن، حتی به صورت گروهی تشویق می‌کند. وی که خود دوجنسه است، برچسب‌های جنسیتی را منکر می‌شود.

## در رسانه‌ها
دادسون در یکی از قسمت‌های فصل چهارم برنامه پِن و تِلِر' که در رابطه با ریاضت جنسی بود، حضور پیدا کرد. وی همچنین در برنامه ویو حاضر شد و نیز در مستندهای بی‌شماری در رابطه با مسائل جنسی نیز شرکت کرد.

## نقل قول
وی گفته‌است: «برخی هنوز نیازهای جنسی خود را نشناخته‌اند. در رابطه با سکس، همه زن‌ها هم‌جنس‌خواه هستند و برخی مردان هم، خوددار.»